# Kopperå Station
Kopperå Station (Kopperå stasjon) er en jernbanestation på Meråkerbanen, der ligger ved byområdet Kopperå i Meråker kommune i Norge. Stationen består af krydsningsspor, en perron og en stationsbygning i rødmalet træ med ventesal og toilet.
Stationen åbnede som trinbræt 1. april 1899, idet den dog til at begynde med kun blev betjent af et enkelt vestgående tog om dagen. I februar 1905 blev den officielt etableret som trinbræt. Til at begynde med hed den Kopperaaen, men den skiftede navn til Kopperåen i april 1921 og til Kopperå 1. september 1922. Den blev opgraderet til holdeplads 15. december 1908 og til station 15. juni 1915.
Den første stationsbygning brændte 14. januar 1912 og blev erstattet af den nuværende i 1915.